# Solid Body
Solid Body – polski zespół rhythm and bluesowy i blues-rockowy, powstały z inicjatywy perkusisty Jerzego Łaby w październiku 1981 roku we Wrocławiu i działający do roku 1984.

## Historia
Pierwszy skład grupy tworzyli: Przemysław Janik (gitara, harmonijka ustna), Piotr Lewowicki (eks-Easy Rider; gitara), Zdzisław Noworol (1961–2014; eks-Easy Rider; śpiew, gitara basowa) i Jerzy Łaba (1956–2022; kierownik muzyczny; perkusja). Zespół przyznawał się do fascynacji muzyką brytyjskich grup Climax Blues Band i Dire Straits oraz dokonaniami amerykańskich formacji, takich jak: The Allman Brothers Band czy ZZ Top. W repertuarze oprócz kompozycji własnych (muzyka, głównie autorstwa Lewowickiego i Łaby do tekstów Noworola) znalazły się także standardy bluesowe, czyli utwory Muddy'ego Watersa, Elmore'a Jamesa czy Canned Heat, a także instrumentalne utwory Hanka Marvina. Wkrótce odszedł Janik i Solid Body, jako trio wystąpiło podczas V Jesieni z Bluesem w Białymstoku. Po dołączeniu gitarzysty Andrzeja Wysakowskiego (1963–2005), zespół ponownie jako kwartet, wziął udział w koncercie „Rock nad Odrą '82”, który odbywał się w ramach festiwalu Jazz nad Odrą. Ponadto wystąpił m.in. na takich imprezach jak: Muzyczny Kulig '83 w Białymstoku, III Rawa Blues '83 w Katowicach oraz wziął udział w spotkaniach muzycznych z cyklu „Jazz w Kocyndrze” w Chorzowie i dokonał nagrań radiowych w PR Łódź (Na autostradzie, Czy kochałeś już kobietę?). Solid Body dość szybko zdobywało uznanie krytyków i sympatię słuchaczy swą mieszanką rhythm and bluesa i blues-rocka z elementami country. Poza dwiema piosenkami, zarejestrowanymi w Polskim Radio, gorące przyjęcie publiczności zyskały także utwory: Gdy jadę do ciebie, Rock and roll dla ciebie i Blues wcześnie rano. Muzycy, niezależnie od swojego własnego programu, występowali również jako zespół towarzyszący Anecie Broszewskiej, która wykonywała znane standardy bluesowe (wokalistka miała na koncie także współpracę z Kasą Chorych). W czerwcu 1983 roku zespół opuścił jego założyciel Jerzy Łaba, którego zastąpił Bolesław Patryn. Grupa zakończyła działalność w 1984 roku.